# Rājgīr Hills
Rājgīr Hills är kullar i Indien.   De ligger i delstaten Bihar, i den nordöstra delen av landet, 900 km sydost om huvudstaden New Delhi.